# Пьеве-Порто-Мороне
Пьеве-Порто-Мороне (итал. Pieve Porto Morone) — коммуна в Италии, находится в регионе Ломбардия, подчиняется административному центру Павия.
Население составляет 2598 человек, плотность населения составляет 162 чел./км². Занимает площадь 16 км². Почтовый индекс — 27017. Телефонный код — 0382.
Покровителем коммуны почитается святой Виктор Мавр, празднование во второе воскресенье мая.